# Маркелл (архиепископ Вологодский)
Архиепископ Маркелл (ум. 22 марта (1 апреля) 1663) — епископ Русской православной церкви, архиепископ Вологодский и Белозерский.
Канонизирован в лике святителей. Память в 3-ю Неделю по Пятидесятнице в Соборе Вологодских святых, 9 (22) августа в Соборе Соловецких святых.

## Биография
В житии преподобного Иринарха Соловецкого сказано о видении, в котором святой Иринарх предрёк его соловецкое начальствование:

В 1636 году, в игуменство Варфоломея, Маркелл, впоследствии Соловецкий игумен и архиепископ Вологодский, находясь вне монастыря на послушании, увидел во сне, будто стоит в Преображенском соборе обители, у западной стены, а пред Царскими вратами лестница, достигающая большой главы. Игумен Иринарх, сойдя по той лестнице, направился к игумену Варфоломею, взял посох из рук его и сказал: «Довольно, брат, не твое это дело», потом, взглянув на Маркелла, произнес: «Подойди и возьми этот посох». Маркелл приблизился, взял посох и видение окончилось.
В 1640 году соловецким игуменом был поставлен избранный монастырской братией «достойнейший иеромонах Маркелл».
В 1642 году игумен Маркелл был вызван в Москву. Был в числе шести кандидатов на патриарший престол. Жребий патриаршества пал на архимандрита Симонова монастыря Иосифа.
16 (26) января 1645 года хиротонисан во епископа Вологодского и Великопермского с возведением в сан архиепископа.
Один из авторитетнейших архипастырей того времени, был в числе кандидатов на патриарший престол на Соборе, избравшем патриарха Никона.
В 1654—1655 годах участвовал в Соборе по делу исправления церковных книг.
В конце 1657 года Пермь отписана к Вятской епархии, а Белоозеро — к Вологодской. С этого времени епархия стала именоваться Вологодской и Белозерской.
Скончался 22 марта (1 апреля) 1663 года. Погребён, согласно завещанию, в Соловецком монастыре, в храме преподобного Германа. О его преставлении архимандрит Соловецкого монастыря Варфоломей доносил царю Алексею Михайловичу в таких словах: «С того времени, как он привезен к нам в монастырь, — 11 недель, а тело ничем нерушимо, а лице светло, дух же исходит от тела его добронравен».
Время и место канонизации святителя не известно.